# Eitelhans von Westernach
Eitelhans von Westernach († 18. März 1576) aus dem Geschlecht der Westernach war Reichsritter und Besitzer von Schloss und Herrschaft Bächingen an der Brenz.

## Leben

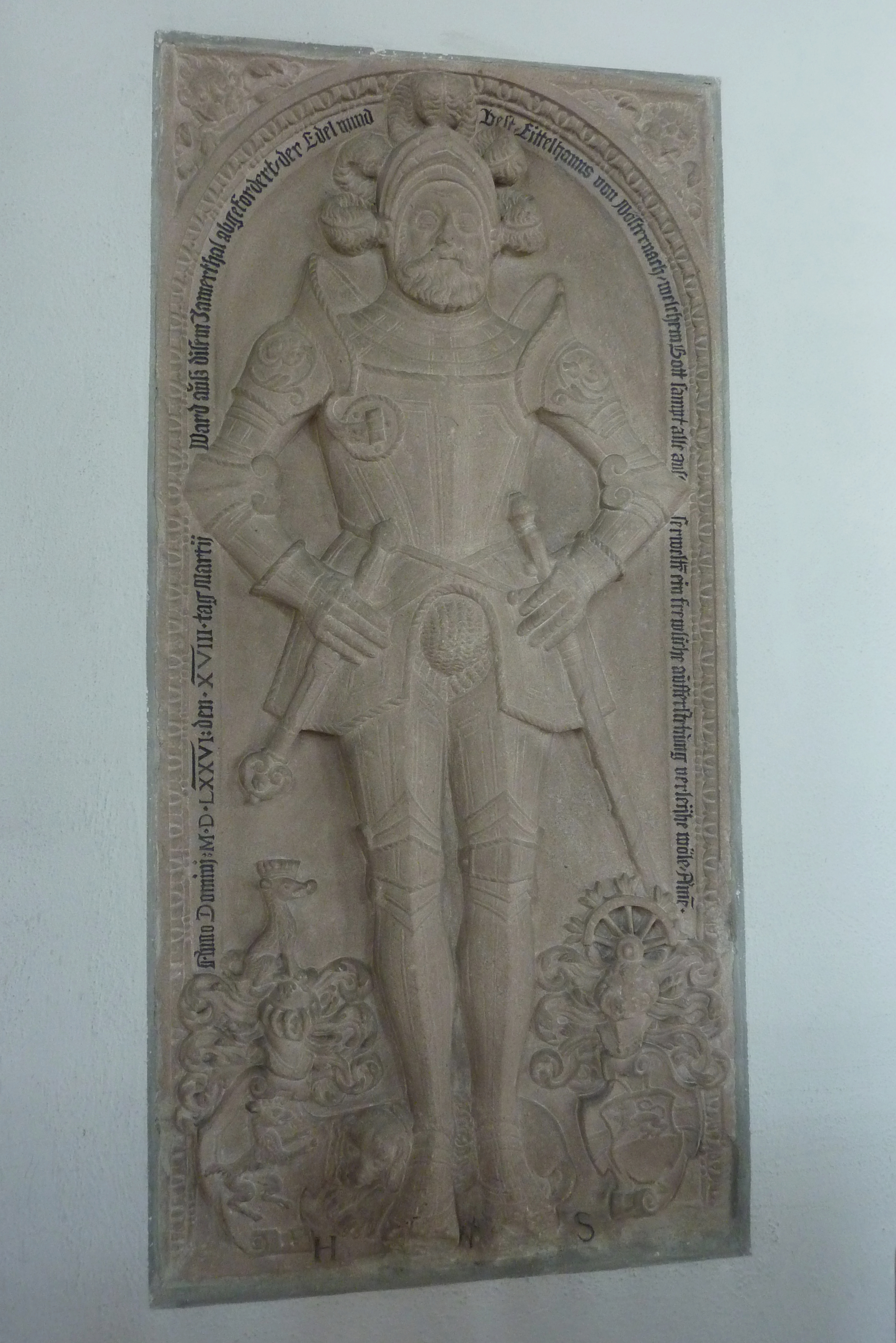
Epitaph für Eitelhans von Westernach

Eitelhans von Westernach war der Sohn von Bernhard von Westernach und vermutlich der Margaretha von Westernach geborene von Knöringen († 30. August 1553). Eitelhans gelang die  Ausgliederung Bächingens aus dem Fürstentum Pfalz-Neuburg als freie Reichsritterschaft. Er führte im Ort 1576 die Reformation ein.

## Epitaph
In der evangelischen Kirche St. Nikolaus in Bächingen an der Brenz befindet sich ein Epitaph für Eitelhans von Westernach. 
Die stark verwitterte Inschrift lautet: 
„Anno Domini: M.D.LXXVI: den XVIII. tag martii, ward aus disem jammerthal abgefordert der Edel und vest Eitelhanns von Wösternach welchen Gott samt allen den seinen ein freliche auferstehung verleihen wolle Amen.“
Der Verstorbene wird lebensgroß in Rüstung dargestellt. 
Zu seinen Füßen sind die Wappen Westernach und Ow zu sehen. 
Ganz unten befindet sich die Signatur, H * S für Hans Schaller, des Bildhauers aus Ulm.